# Sân bay quốc tế Cristiano Ronaldo
Sân bay quốc tế Cristiano Ronaldo (IATA: FNC, ICAO: LPMA), tên cũ được gọi là sân bay Madeira, sân bay Funchal, Sân bay Santa Catarina là một sân bay quốc tế cách Funchal, Madeira 13,2 km. Sân bay này phục vụ các chuyến bay của đảo Madeira. Sân bay chủ yếu phục vụ các chuyến bay đến các điểm đến đô thị châu Âu do tầm quan trọng của Madeira với tư cách một điểm đến giải trí, và là cầu nối quan trọng vận chuyển hàng hoá vào và ra khỏi quần đảo Madeira.
Sân bay này rất nổi tiếng với đường băng khá ngắn (khoảng 2800 m, tương đương hơn 9110 ft), bao quanh là các dãy núi và biển, khiến cho phi công giàu kinh nghiệm bay cũng phải ngán ngẩm khi hạ cánh ở nơi này. Và cũng được gọi là "Sân bay Kai Tak của châu Âu". Nhờ những điều trên mà sân bay đã nhận giải Kiến trúc xuất sắc của IABSE năm 2004.

## Lịch sử
Sân bay Maidera chính thức mở cửa vào ngày 18 tháng 7 năm 1964, với 2 đường băng dài 1600 m (tương đương 5249 ft), chuyến bay đầu tiên hạ cánh ở đây là chuyến bay của hãng TAP Portugal bằng máy bay Lockheed Constellation (L-1049G) với 80 hành khách.
Vào năm 1972, lượng khách đến Madeira tăng nên đường băng được nâng cấp lên để phục vụ cho các máy bay lớn hơn, hiện đại hơn. Quyết định của lãnh đạo sân bay khi ấy là vừa mở rộng hướng 05/23, vừa xây thêm một đường băng mới. Qua năm kế tiếp, một nhà ga mới được xây thêm, đón hơn 500.000 khách.
Giữa những năm 1986, đường băng đã được nới rộng thêm 200 m, đường bay khi ấy được nâng chiều dài lên thành 1800 m, và thêm 4 cổng đón máy bay nữa đã được mở. Đó là bài học kinh nghiệm mà các lãnh đạo sân bay khi ấy đã rút ra được sau tai nạn của chuyến bay 425 của hãng TAP Portugal năm 1977.
Năm 2000, đường băng lại được nới thêm 981 m, chiều dài đường băng là 2781 m (tương đương 9114 ft). Do không đủ đất để xây, 981 m của đường băng đã được xây trên 1 mặt phẳng nổi trên nước, hỗ trợ bởi 180 cột dựng đứng. Nó chính thức đi vào hoạt động ngày 6 tháng 10 năm 2002. Chúng được xây bởi kiến trúc sư - đồng thời là công ty xây dựng của Brasil, Andrade Gutierrez, được ghi nhận là một trong những công trình khó xây dựng nhất thế giới, vì địa hình xây dựng rất khó - trên mặt nước. Để kỉ niệm cho công trình vĩ đại này, hãng Air Atlantic Iceland của nước Iceland đã cho hạ cánh chiếc Boeing 747-267B (số đăng ký TF-ABA) trên sân bay này.
Năm 2016, để vinh danh Cristiano Ronaldo, cầu thủ bóng đá vĩ đại nhất lịch sử  Bồ Đào Nha sinh tại đây, ban lãnh đạo đổi tên sân bay thành Sân bay Quốc tế Madeira - Cristiano Ronaldo.

## Nhà ga
Sân bay có 1 nhà ga duy nhất, mở cửa vào năm 1973. Nhà ga có 40 bàn check-in, 16 cổng ra máy bay và 7 băng chuyền hành lý. Không có ống lồng (jetways hoặc còn gọi là air bridges) vì sân bay hầu hết đều cao khoảng 2-3 tầng nên hành khách phải đi bộ ra máy bay hoặc có thể ra bằng xe buýt sân bay (shuttle bus).

## Các hãng hàng không

Đường băng sân bay Madeira

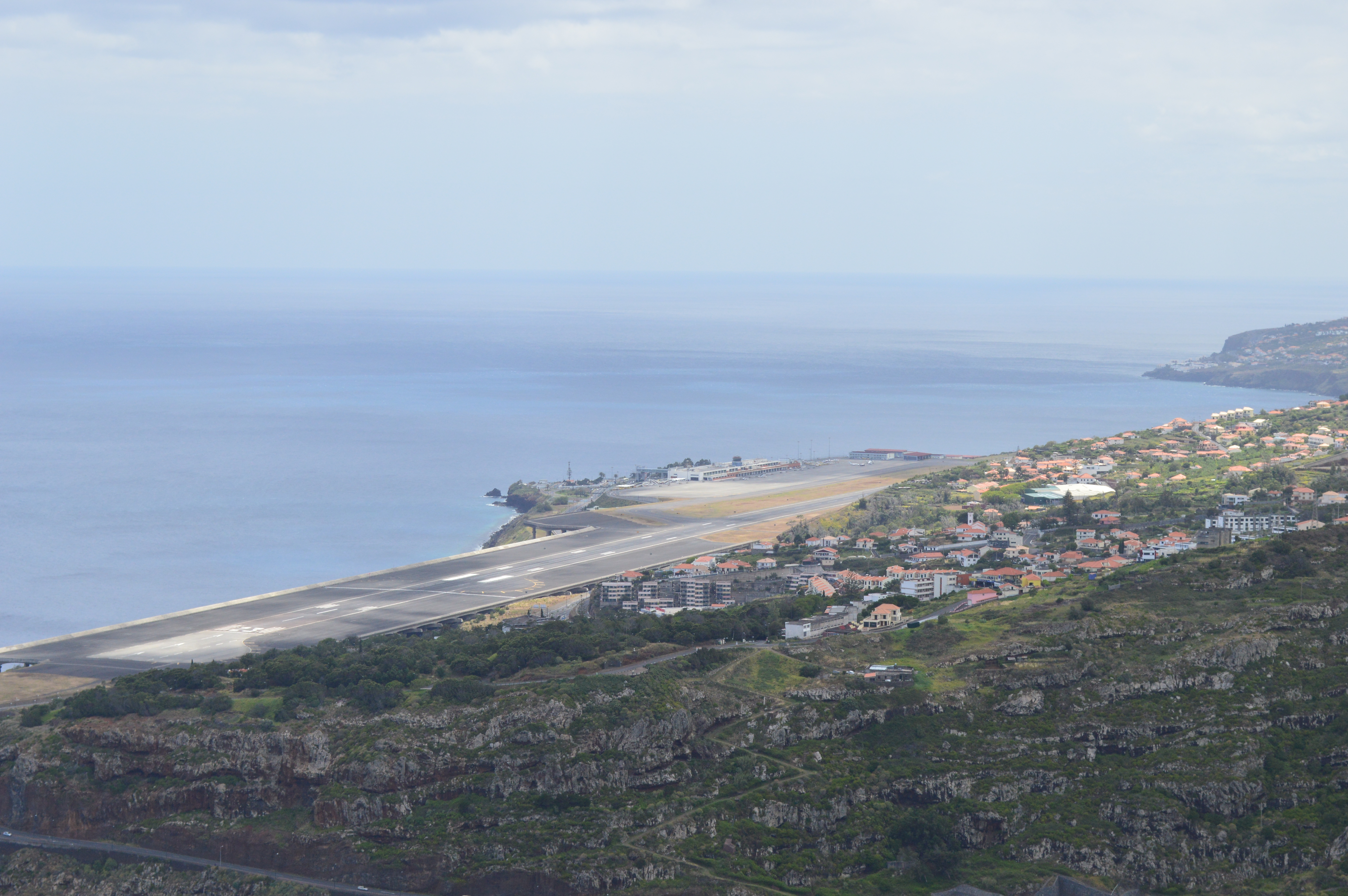
Sân bay nhìn từ Machico

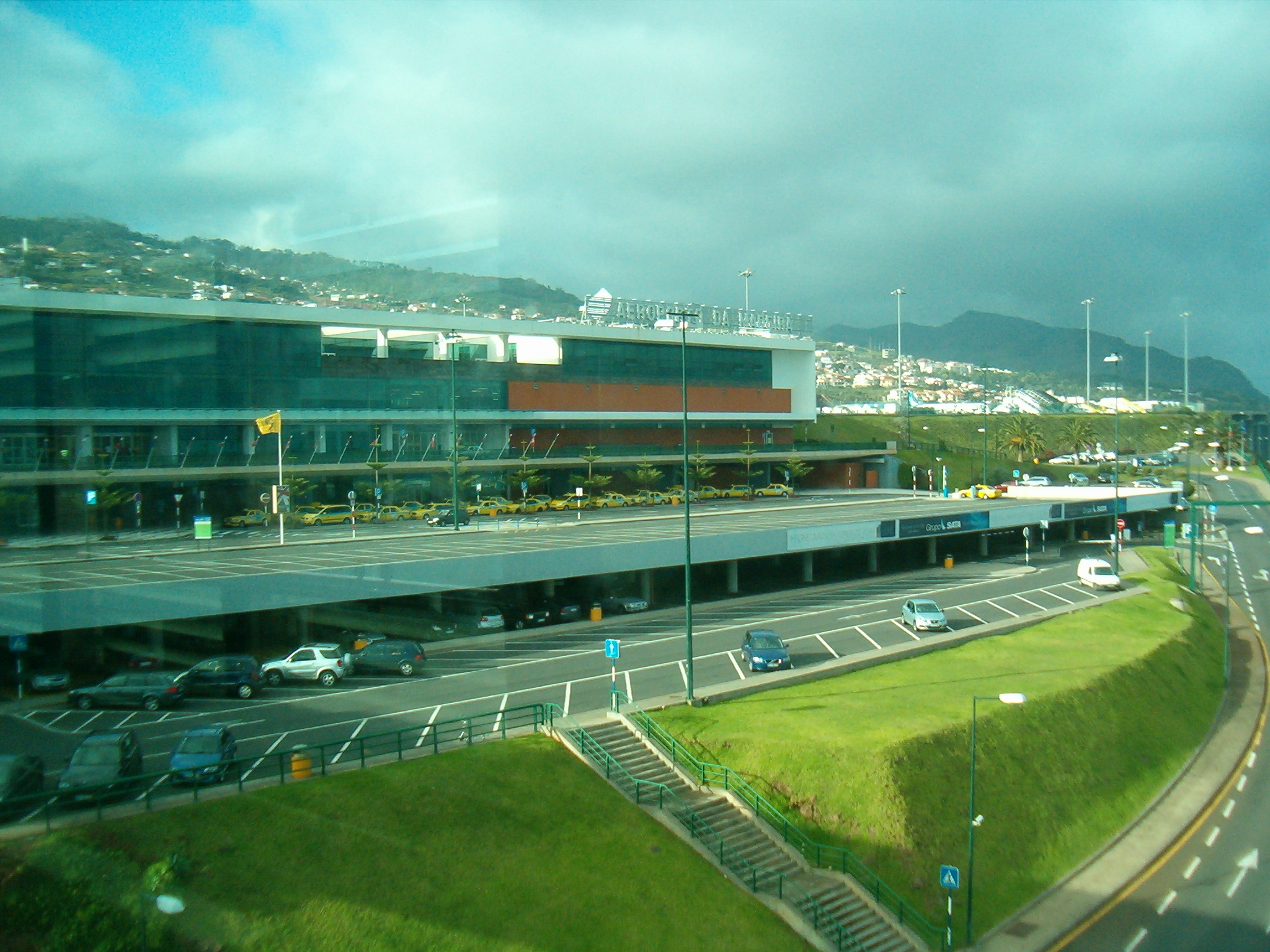
Một phần nhà ga chính

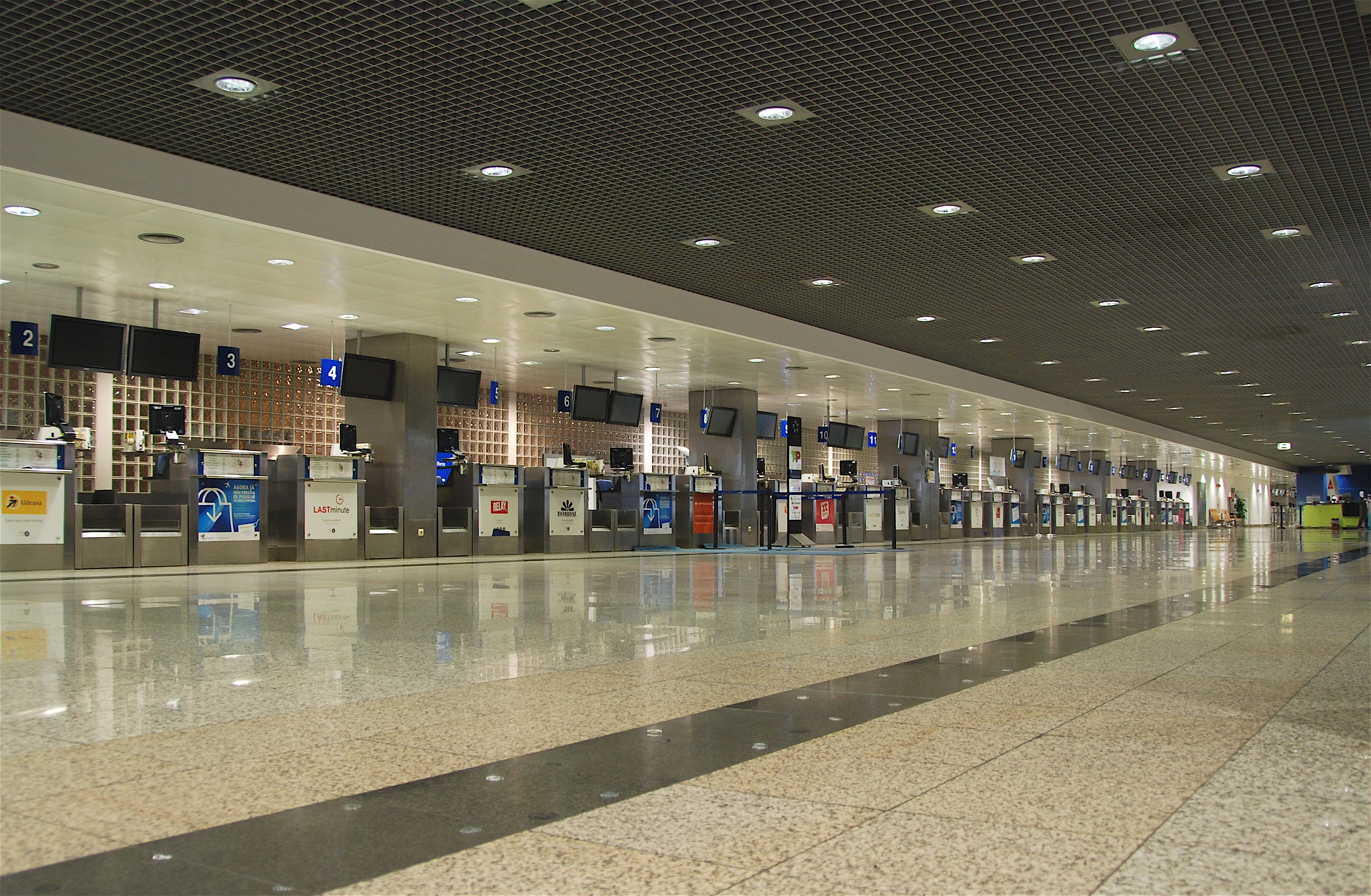
Sảnh làm thủ tục hàng không chính

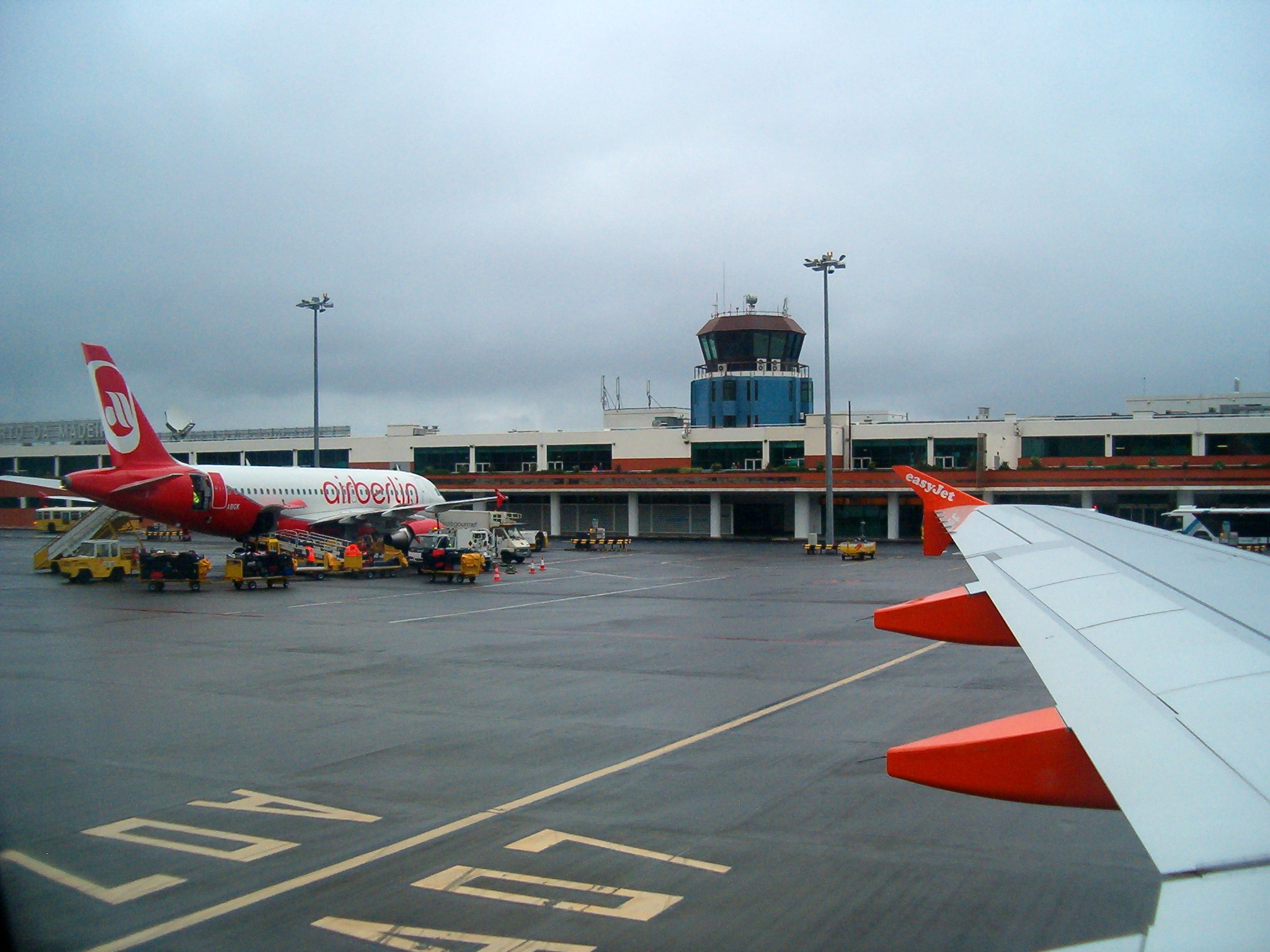
Đài kiểm soát không lưu

### Hành khách
| Hãng hàng không                  | Các điểm đến |
| -------------------------------- | --- |
| Aero VIP                         | Porto Santo |
| Aigle Azur                       | Paris–Orly |
| Air Europa                       | Bilbao, Madrid |
| ASL Airlines France              | Montpellier, Paris–Charles de Gaulle                                                                                                   |
| Austrian Airlines                | Theo mùa: Vienna |
| Azores Airlines                  | Ponta Delgada |
| British Airways                  | London–Gatwick |
| Brussels Airlines                | Brussels |
| Condor                           | Düsseldorf, Frankfurt, Hamburg, Leipzig/Halle, Hannover, Munich, Stuttgart Theo mùa: Cologne/Bonn                                      |
| Corendon Airlines                | Theo mùa: Amsterdam |
| Danish Air Transport             | Thuê chuyến: Aarhus |
| easyJet                          | Bristol, Lisbon, London–Gatwick, Manchester, Porto                                                                                     |
| easyJet Switzerland              | Basel/Mulhouse, Geneva |
| Edelweiss Air                    | Zürich |
| Enter Air                        | Theo mùa Thuê chuyến: Gdańsk, Katowice, Paris–Charles de Gaulle, Poznań                                                                |
| Finnair                          | Helsinki |
| Germania                         | Bremen, Dresden, Düsseldorf, Erfurt/Weimar, Hamburg, Nuremberg Münster/Osnabrück Theo mùa: Berlin-Tegel                                |
| Iberia                           | Theo mùa: Madrid |
| Iberia Regional                  | Theo mùa: Barcelona, Bilbao, Madrid, Santiago de Compostela                                                                            |
| Jet2.com                         | Belfast–International, Birmingham, East Midlands, Edinburgh, Glasgow, Leeds/Bradford, London–Stansted, Manchester, Newcastle upon Tyne |
| Lufthansa                        | Frankfurt Theo mùa: Munich |
| Luxair                           | Luxembourg |
| Neos                             | Milan–Malpensa |
| Norwegian Air Shuttle            | Theo mùa: Copenhagen, Oslo–Gardermoen Stockholm                                                                                        |
| Novair                           | Theo mùa: Oslo, Stockholm |
| Primera Air                      | Theo mùa Thuê chuyến: Bergen, Billund, Göteborg, Oslo–Gardermoen, Oulu, Lappeenranta                                                   |
| Scandinavian Airlines            | Theo mùa: Stockholm–Arlanda |
| Small Planet Airlines            | Theo mùa: Vilnius |
| SmartWings                       | Theo mùa: Lyon, Prague |
| TAP Air Portugal                 | Lisbon, Porto |
| Thomas Cook Airlines             | Theo mùa: Manchester |
| Thomas Cook Airlines Scandinavia | Theo mùa: Copenhagen, Helsinki |
| Transavia                        | Amsterdam |
| Transavia France                 | Lyon, Nantes, Porto Theo mùa: Paris–Orly                                                                                               |
| Travel Service Airlines          | Thuê chuyến: Prague, Strasbourg |
| Travel Service Polska            | Theo mùa: Warsaw–Chopin Thuê chuyến: Katowice, Wrocław                                                                                 |
| TUI Airways                      | Birmingham, Exeter, Glasgow, London–Gatwick, Manchester Theo mùa: Bournemouth, East Midlands, London–Luton                             |
| TUI fly Belgium                  | Brussels |
| TUI fly Deutschland              | Theo mùa: Basel/Mulhouse, Cologne/Bonn, Frankfurt, Hanover, Munich, Stuttgart                                                          |
| TUI fly Netherlands              | Theo mùa: Amsterdam; |
| Ukraine International Airlines   | Theo mùa Thuê chuyến: Kiev–Boryspil |
| Volotea                          | Bordeaux, Marseille Thuê chuyến: Nantes, Beauvais, Clermont–Ferrand, Perpignan                                                         |
| Vueling                          | Theo mùa: Barcelona |

### Hàng hóa
| Hãng hàng không | Các điểm đến |
| --------------- | ------------ |
| Swiftair        | Lisbon       |